# Jana Radosavljević
Jana Radosavljević (serbisch-kyrillisch Јана Радосављевић; * 4. November 1996 in Aleksinac) ist eine serbisch-neuseeländische Fußballspielerin.

## Karriere

### Vereine
Im Jahre 2001 zog Radosavljević mit ihrer Familie von Serbien nach Neuseeland, wo sie bei den Petone Pioneers mit dem Fußball spielen begann. Fünf Jahre später kehrte die Familie nach Serbien zurück und Radosavljević setzte ihre Karriere beim ŽFK Roter Stern Belgrad fort, wo sie zunächst im Jugendbereich und später in der Frauenmannschaft auflief. Im Jahre 2017 wechselte sie zum deutschen Zweitligisten BV Cloppenburg. Als der Verein im Jahre 2020 Insolvenz anmeldete, wechselte sie zum Bundesligisten Werder Bremen, für den sie in 15 Spielen ein Tor erzielte. Nach einer Knieverletzung wurde der Vertrag im Sommer 2021 nicht verlängert. Im Oktober 2021 unterschrieb sie einen Vertrag mit Arminia Bielefeld, für den sie von 2021 bis 2023 in der drittklassigen Regionalliga West sieben Tore in 22 Punktspielen erzielte. Anschließend begab sie sich in die Türkei und kam für Fenerbahçe Petrol Ofisi von Juli bis November 2023 in fünf Punktspielen zum Einsatz. Danach blieb sie ohne Verein, bevor sie im Dezember 2023 vom MSV Duisburg verpflichtet wurde und am 28. Januar 2024 (11. Spieltag) bereits die mit 1:2 verlorene Bundesligabegegnung mit dem Aufsteiger 1. FC Nürnberg bestritt. Infolge des Abstiegs des MSV und des Rückzugs aus dem Profifußball wurden die Verträge der Spielerinnen aufgelöst.

### Nationalmannschaft
Als Jugendliche spielte Radosavljević für die U17- und im Jahre 2013 dreimal für die U19-Nationalmannschaft. Am 7. November 2019 debütierte sie für die Nationalmannschaft Neuseelands, die in Yongchuan das Halbfinale im Rahmen eines „Viernationenturnier“ mit 0:2 gegen die Nationalmannschaft Chinas verlor. Das vier Tage später an selber Stätte ausgetragene Spiel um Platz 3 verlor sie mit ihrer Mannschaft mit 0:3 gegen die Nationalmannschaft Kanadas.